# Gatayungu
Gatayungu är ett periodiskt vattendrag i Burundi.   Det ligger i provinsen Muramvya, i den centrala delen av landet, 25 kilometer nordost om huvudstaden Bujumbura.
Omgivningarna runt Gatayungu är en mosaik av jordbruksmark och naturlig växtlighet. Runt Gatayungu är det tätbefolkat, med 369 invånare per kvadratkilometer.